# Polkū
Polkū (persiska: Polekū, پلکو) är en ort i Iran.   Den ligger i provinsen Gilan, i den nordvästra delen av landet, 230 km nordväst om huvudstaden Teheran. Polkū ligger 3 meter över havet och antalet invånare är 976.
Terrängen runt Polkū är platt, och sluttar norrut.Runt Polkū är det tätbefolkat, med 636 invånare per kvadratkilometer. Närmaste större samhälle är Rasht, 8,0 km väster om Polkū. Trakten runt Polkū består till största delen av jordbruksmark.